# Johan Soarez Coelho
Johan Soarez Coelho fue un trovador portugués del siglo XIII. Autor de lírica gallego-portuguesa.

## Biografía
Proviene de la familia de los Coelho de Ribadouro, es nieto de Mem Moniz, señor de Candarei y descendiente, por línea bastarda, de Egas Moniz (figura legendaria portuguesa). Fue vasallo del infante Don Fernando de la Serpa con el que viajó a la corte de Fernando III. En 1248 está al servicio del rey Alfonso III, formando parte de un grupo de consejeros muy próximos al rey, durante los años al servicio del monarca aparece como testigo en 31 documentos reales, además de recibir la donación de una propiedad en Souto da Ribeira. Se casó con la noble gallega Maria Fernandez de Ordees y su hijo primogénito Pero Anes Coelho llegó a formar parte de la corte de Don Dinís. El último documento en que figura su nombre es de 1279, por lo que debió fallecer ese año o poco después.

## Obra
Se conservan 53 obras. Son 21 cantigas de amor, 12 cantigas de escarnio y maldecir, 15 cantigas de amigo y 5 tensones con los juglares Picandon, Lourenço, y Juião Bolseiro, además de dos con el trovador Johan Perez de Avoin.